# Sanseverino (Musiker)
Stéphane Sanseverino (* 9. Oktober 1961 in Paris), alias Sanseverino, ist ein französischer Singer-Songwriter und Gitarrist. Seine Lieder stehen in der Tradition der musique manouche und stellen stilistisch eine Mischung aus Chanson und Jazz dar.

## Leben und Karriere
In seiner Kindheit zog er gemeinsam mit seinem Vater oft um. In Osteuropa entdeckte er den Gypsy-Jazz und wurde zum Fan Django Reinhardts. Er lernte mit enormem Ehrgeiz Gitarre als Autodidakt. Später war er Teil unzähliger Bands: Les Voleurs De Poules (1992-99), Dans l'Intérêt Des Familles, Doc Denat, Les Maris Jaloux. Sein größter Erfolg war der Preis Entdeckung des Jahres bei der französischen Musikgala Victoires de la Musique 2003.

## Band
- Stéphane Sanseverino: Gitarre, Gesang
- Dominique Fillon: Klavier, Tasteninstrumente, Arrangements und Produktion (seit 2004)
- Gipi Cremonini: Kontrabass
- Hervé Legeay: Gitarre

- Auf der ersten Tour zum Album Tango des Gens:

Stéphane Sanseverino, Gipi Cremonini, und Hervé Legeay.
- Tour zu Les Sénégalaises (2004, festgehalten auf der DVD Sanseverino Live Au Théâtre Sébastopol):

Stéphane Sanseverino, Gipi Cremonini, Hervé Legeay, Hervé Pouliquen und Xavier Tribolet (Akkordeon, Klavier und Fender Rhodes).
- Beim Festival Nuits à la Maroquinerie in Paris (Juni 2006):

Stéphane Sanseverino, Gipi Cremonini et Xavier Tribolet (Akkordeon, Klavier und Schlagzeug)

## Diskografie
- 2001: Le tango des gens (erschienen bei CH+)
- 2004: Les Sénégalaises (erschienen bei Sony Music)
- 2005: Live au théâtre Sébastopol (Videoalbum, Sony Music, FR: Gold)
- 2006: Exactement (Sony BMG)
- 2008: Sanseverino aux bouffes du nord (Videoalbum, Sony BMG)
- 2009: Les faux talbins (Sony BMG)
- 2013: Honky Tonk (Sony Columbia)
- 2014: Le petit bal perdu (Sony Columbia)
- 2015: Papillon (Sony Columbia)
- 2017: Montreuil / Memphis (Columbia)
- 2019: Sanseverino & Tangomotán (mit Tangomotán, Little Big Music)

## Auszeichnungen
- 2003: Entdeckung des Jahres bei den Victoires de la Musique.
- 2008: Sanseverino ist Chevalier des Arts et Lettres seit Januar 2008.